# Lektionar 3
Lektionar 3 (nach der Nummerierung von Gregory-Aland als sigla ℓ 3 bezeichnet) ist ein griechisches Manuscript des Neuen Testaments auf Pergamentblättern (Vellum). Mittels Paläographie wurde es auf das 11. Jahrhundert datiert. Scrivener datierte es auf das 9. Jahrhundert.

## Beschreibung
Der Kodex enthält Lektionen aus den Evangelien (Evangelistarium).
Es ist in griechischen Unzialen auf 281 Pergamentblättern (29 × 22,5 cm) geschrieben. Jede Seite besitzt 2 Spalten und hat 19 Zeilen.
Das Manuskript enthält ein vollständiges Martyrologium.
Einst gehörte Alexander von Korinth das Manuskript. Es wurde von John Mill untersucht.
Zurzeit befindet sich der Kodex im Lincoln College (Gr. 15) in Oxford.